# Mazda CX-80
Mazda CX-80 (јап. マツダ・CX-80) је луксузни кросовер СУВ средње величине са 7 величина који јапански произвођач аутомобила Мазда производи од 2024. Настао на краћем петоседу CX-60, CX-80 је четврто возило Мазде да користи погон позади у основи, али је ту и погон на сва 4 точка, као и већине других Маздиних модела. Као и CX-60, такође користи и плаг-ин хибридну технологију.
Продаје се у Европи, Аустралији и Азији, док се у Северној Америци нуди дужи CX-90. Биће водећи модел у Европи и Јапану, док је у Аустралији и неким азијским земљама мања понуда поред CX-90. Он ће заменити CX-8 на тржиштима где је обустављен.

## Преглед
CX-80 је званично представљен 18. априла 2024., при чему је претпродаја CX-80 требало да почне у мају 2024, а испоруке ће уследити у другој половини године.
CX-80 дели исту предњу маску као и CX-60. Остале спољне разлике у поређењу са CX-60 су растегнути бочни прозори са редизајнираним лајснама прозора, додатком кровних шина и редизајнираним задњим браником без вештачких издувних делова који је сакривен иза браника.
Унутрашњост CX-80 је слична CX-60 и има исте карактеристике, као што је систем за персонализацију возача. Возачева кабина има три главна дисплеја: потпуни TFT-LCD инструмент таблу возача, прозор на глави (HUD) и централни екран Mazda Connect од 12,3 инча може се управљати само преко дугмета „командне контроле“. Остале карактеристике које се налазе у CX-80 су хибридна навигација која комбинује и офлајн и онлајн навигацију, Alexa гласовну контролу, сунцобрани на задњим вратима (први за Мазда у Европи), и Trailer Hitch View (дебитовао у CX-80) који користи камеру за вожњу уназад да би био погодан за причвршћивање приколице.

CX-80 ће имати опцију између конфигурације са 7 и 6 седишта. Верзија конфигурације са 6 седишта замењује клупу у другом реду појединачним капитенским седиштима, са могућношћу да између седишта има или отворен пролаз или централну конзолу.
- задњи поглед
- унутрашњост